# Fidase Peak
Fidase Peak är en bergstopp i Antarktis. Den ligger i Västantarktis. Argentina, Chile och Storbritannien gör anspråk på området. Toppen på Fidase Peak är 915 meter över havet, eller 283 meter över den omgivande terrängen. Bredden vid basen är 0,91 km.
Terrängen runt Fidase Peak är kuperad åt sydväst, men åt nordost är den platt.  Trakten är glest befolkad. Närmaste befolkade plats är Bernardo O'Higgins Station, 18,1 kilometer väster om Fidase Peak. 